# Днепр
Днепр (бел. Дняпро, Днепр, укр. Дніпро) — четвёртая по длине река Европы после Волги, Дуная и Урала, имеет самое длинное русло в границах Украины.
Длина Днепра от истока до устья в естественном состоянии составляла 2285 (2139) км, теперь (после постройки каскада водохранилищ), когда во многих местах выпрямили фарватер — 2201 км; в пределах Украины — 1121 км, в пределах Беларуси — 595 км (115 км находятся на пограничной территории Беларуси и Украины), в пределах России — 485 км. Площадь водосборного бассейна — 504 000 км², из них в пределах Украины — 291 400 км². Средний расход воды в устье — 1670 м³/с. Уклон реки — 0,09 м/км.

## Этимология
Существует ряд гипотез происхождения названия реки.
1. Название «Днепр», как и других рек восточной Европы на дон-, дн- («река, вода»), — иранского происхождения. Согласно этимологии, предложенной В. И. Абаевым, скиф. Dan-Apr (Δαναπρις), «Днепр» буквально — «река» (dān) + «глубокая» (āpr). Скифское апр в современном осетинском языке соответствует слову арф — «глубокий» (закономерная метатеза звуков «р» и «п» («ф») в иранских языках).
2. Днепр и Днестр — слова кельтского происхождения, происходящие от общего корня don («вода»), don-ieper и don-iester, что означает, соответственно, «верхняя река» и «нижняя река»[8][9].
3. Днепр — слово фракийского происхождения[10].
4. Слово Днепр (в древних источниках — Данаприс) восходит к тюркскому Дынпорис (от тюркского тын «тихий» и борис «извилистый»)[11].

## Физическая география

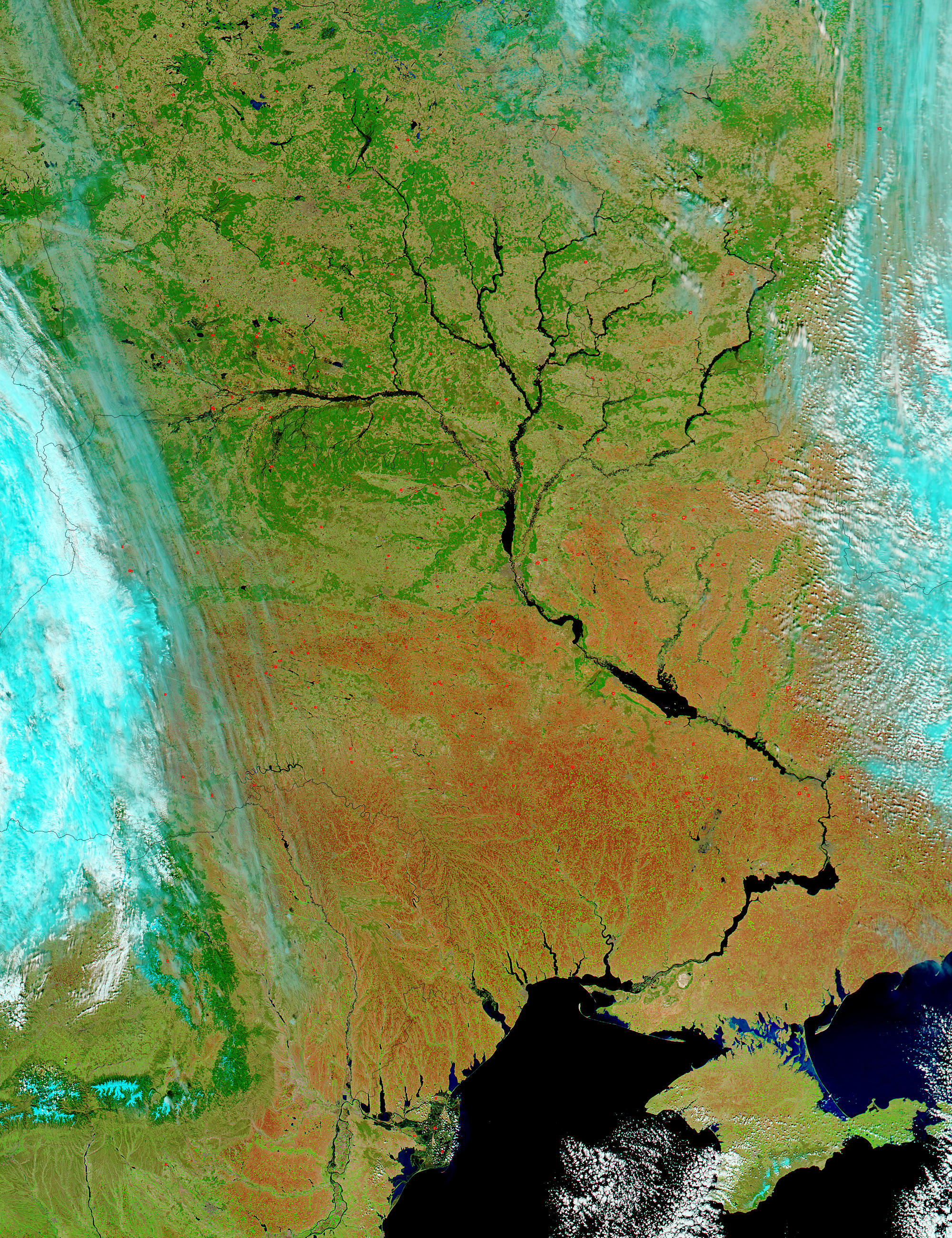
Разлив Днепра. Апрель 2004 г.

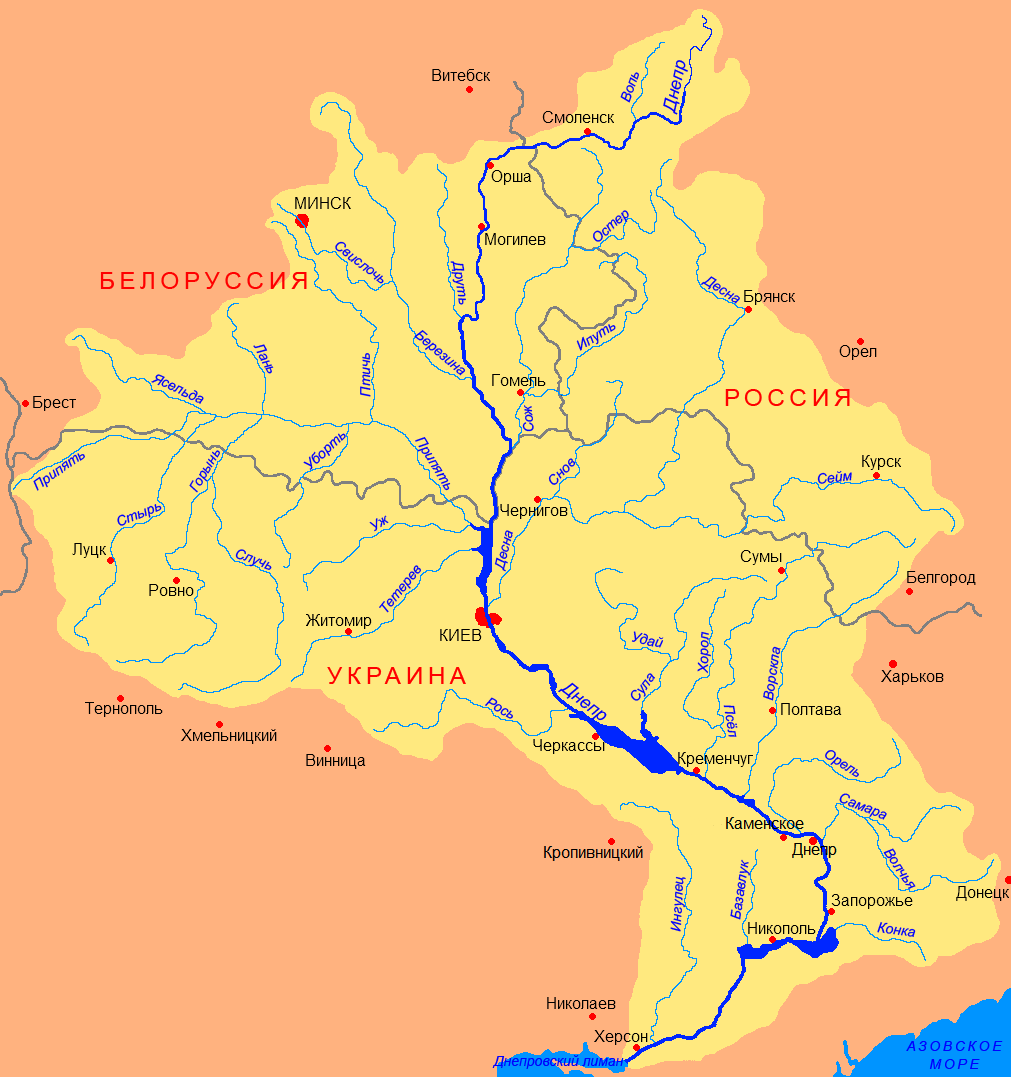
Бассейн Днепра

### Длина и траектория
Днепр — равнинная река с медленным и спокойным течением. Имеет извилистое русло, образует рукава, перекаты, острова, протоки и отмели. Делится на три части: верхнее течение — от истока до Киева (1320 км), среднее — от Киева до Запорожья (555 км) и нижнее — от Запорожья до устья (325 км).
Направление течения несколько раз меняется: от истоков до Орши Днепр течёт на юго-запад, далее до Киева — прямо на юг, от Киева до Днепра — на юго-восток. В Запорожье идёт второй, более короткий (длиной 90 км), направленный на юг отрезок реки. Далее, к своему лиману, она течёт в юго-западном направлении. Таким образом Днепр образует на территории Украины подобие большого лука, обращённого на восток, что вдвое увеличивает путь по Днепру из Центральной Украины к Чёрному морю: расстояние от Киева до устья Днепра по прямой линии — 450 км, по реке — 950 км.
Ширина долины реки — до 18 км. Ширина поймы — до 12 км. Площадь дельты — 350 км².

#### От истоков до Запорожья (верхнее и среднее течение)
Днепр берёт начало в небольшом болоте Мшара на окраине болотистой местности, урочища Аксенинский мох, в лесном массиве Оковский лес на южном склоне Валдайской возвышенности, у села Бочарово Сычёвского района Смоленской области России. Со склонов Валдайской возвышенности стекают также Волга, Западная Двина, Ловать, Сясь и Молога. Впадает Днепр в Днепро-Бугский лиман Чёрного моря.
В верхней части, в Дорогобуже, Днепр ещё маловоден и течёт среди лесистой равнины, его ширина — до 30 м. Питается в основном водами своего лесистого и болотистого правобережья. Ниже, от Дорогобужа к Орше, он течёт уже в западном направлении, расширяется до 40—120 м и становится сплавным, а при высокой воде даже судоходным. Выше Орши Днепр пересекает девонские известняки, образуя небольшие Кобеляцкие пороги. От Орши до Киева река течёт прямо на юг и у Рогачёва выходит на Полесскую низменность, а от Лоева течёт уже по территории Украины.
От Киева до города Днепра река Днепр проходит на пограничье Приднепровской возвышенности и Приднепровской низменности. Долина реки здесь отчётливо асимметричная: правые склоны крутые и высокие, левые — низкие и пологие. Правый берег возвышается на 100—150 м, он изрезан глубокими долинами и оврагами, образует живописный горный пейзаж. На таких Днепровских горах лежит Киев, а ниже, у Канева, на Чернечьей (Тарасовой) горе — расположена могила Тараса Шевченко. Левый берег низкий, песчаный, часто покрытый сосновым лесом, возвышается на восток широкими террасами. Долина реки широкая — 6—10 км, у Переяслава и Черкасс даже 15—18 км, ширина самой реки — 200—1200 м. Ниже Черкасс, до построения Кременчугского водохранилища, Днепр делился на рукава и образовывал острова.
Между городами Днепр и Запорожье река пересекает Украинский щит. В прошлом именно здесь были пороги, теперь они залиты водами Днепровского водохранилища.

#### Запорожье — устье (нижнее течение)
Ниже Запорожья Днепр входит в степную, сухую (300—400 мм осадков в год) равнину Причерноморской низменности и медленно течёт на юго-запад, к морю. Ниже сужения русла, у Днепровского района Запорожья, река делится на 2 ответвления, обтекающие большой и скалистый гранитный остров Хортица. Ширина долины Днепра в этом месте — 4 км. Далее она расширяется до 20 км.
Ранее река ниже Хортицы текла многими руслами по болотистой равнине, которую весной и во время летних паводков заливала вода. Это так называемые плавни, покрытые лиственным лесом, камышом, рогозом, заливными лугами, озёрами, болотами. Крупнейшие плавни простирались между Днепром и его левым притоком Конкой — так называемый Великий Луг (ширина — до 20 км, длина — до 60 км), отделённый узкой полосой плавней вблизи города Никополя от второго широкого комплекса — Базавлуцких плавней. Но долина реки изменилась после сооружения второй крупной плотины на Днепре и большого Каховского водохранилища. Сейчас почти вся территория Великого Луга, за исключением нескольких сотен гектаров в юго-восточной части острова Хортица и на левом берегу, залита водами Каховского водохранилища, которое также называют Каховским морем.
Ниже правого притока — реки Базавлук — долина Днепра снова сужается, ширина поймы здесь 3—7 км, а при впадении в лиман — до 10 км. В городе Каховка оба берега реки высокие (около Никополя — 80 м), от Каховки левый — низкий.
Ниже Каховки начинается устьевая часть Днепра. От Херсона река делится на рукава и образует большую дельту (350 км²) с множеством островцов и озёр. Около 2/3 дельты занимают плавни, 1/3 — вода.
Днепр вливается в Днепровско-Бугский лиман несколькими мелкими устьями, важнейшие из них — Збуривское, Кизилмицкое и Бокач или Рвач. Углубление последнего позволяет морским теплоходам доходить до Херсона.

### Водосборная площадь

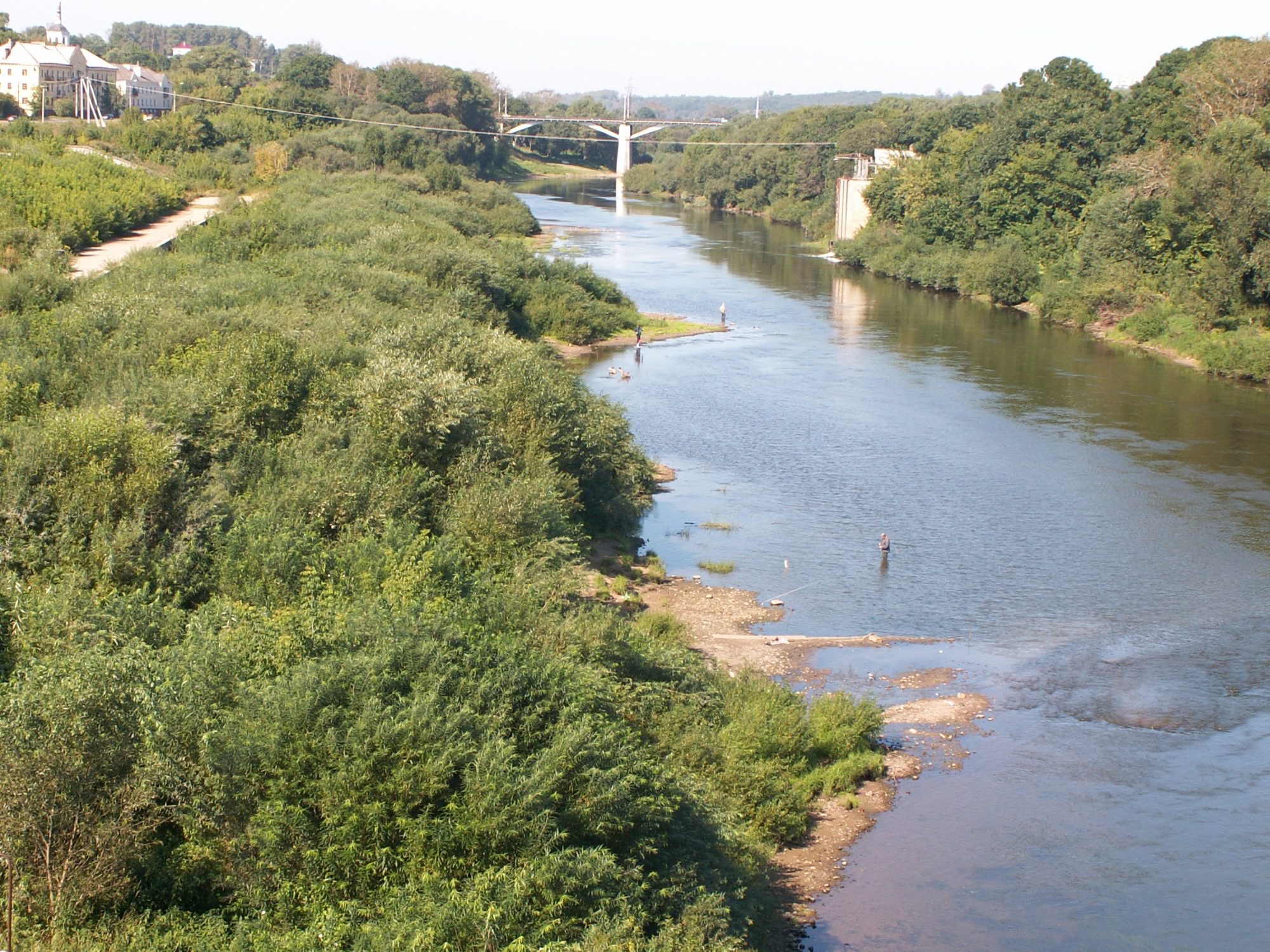
Вид на Днепр в Смоленске

Водный режим Днепра определяется хорошо выраженным весенним половодьем, низкой летней меженью с периодическими летними паводками, регулярным осенним повышением уровня воды и зимней меженью. Площадь бассейна Днепра — 504 000 км², из них в пределах Украины — 291 400 км². Доля площади водосбора реки на территории Украины — более 48 %.
Верхняя часть бассейна Днепра расположена в районе чрезмерного и достаточного увлажнения (лесная зона), средняя — в районе неустойчивого (зона лесостепи на севере степи), а нижняя — в районе недостаточного увлажнения (зона степи). Питание Днепра смешанное. В верхней части бассейна преобладает снеговое питание (около 50 %), на дождевое и подземное приходится соответственно 20 и 30 %. Ниже, в пределах степной зоны, доля снегового питания возрастает до 85—90 %, подземного — уменьшается до 10—15 %, а дождевого почти нет. Около 80 % годового стока Днепра формируется в верхней части бассейна, где выпадает много осадков, а испарение маленькое. В частности, верхний Днепр с Березиной и Сожем даёт 35 % годовой массы воды, Припять — 26 % и Десна — 21 %. Средний годовой сток реки вблизи Киева — 43,4 млрд м³ (1370 м³/с), а в устье — 53,5 млрд м³ (1700 м³/с). Наибольший процент воды (55—57 % годового количества) стекает в Днепр в весенние месяцы (март-май), когда тают снега, наименьший — зимой (12 %); на лето (июнь-август) приходится 17—21 % годового стока, на осень (сентябрь-ноябрь) — 12—14 %. Отклонения от этих данных бывают довольно значительные, например, весенний сток воды в Киеве колеблется в разные годы от 46 до 78 %.
Водный режим реки существенно изменился после строительства каскада водохранилищ — Днепр превратился в ряд длинных искусственных озёр, отделённых плотинами и искусственными водопадами от природных отрезков реки; по обе стороны прорыты каналы с многочисленными шлюзами. Водохранилища выравнивают уровень воды в Днепре, а ниже плотин ледовый покров держится меньше. Но их строительство нарушило экологическое равновесие, коренным образом изменило условия водообмена. По сравнению с природными условиями, он замедлился в 14—30 раз.

### Притоки

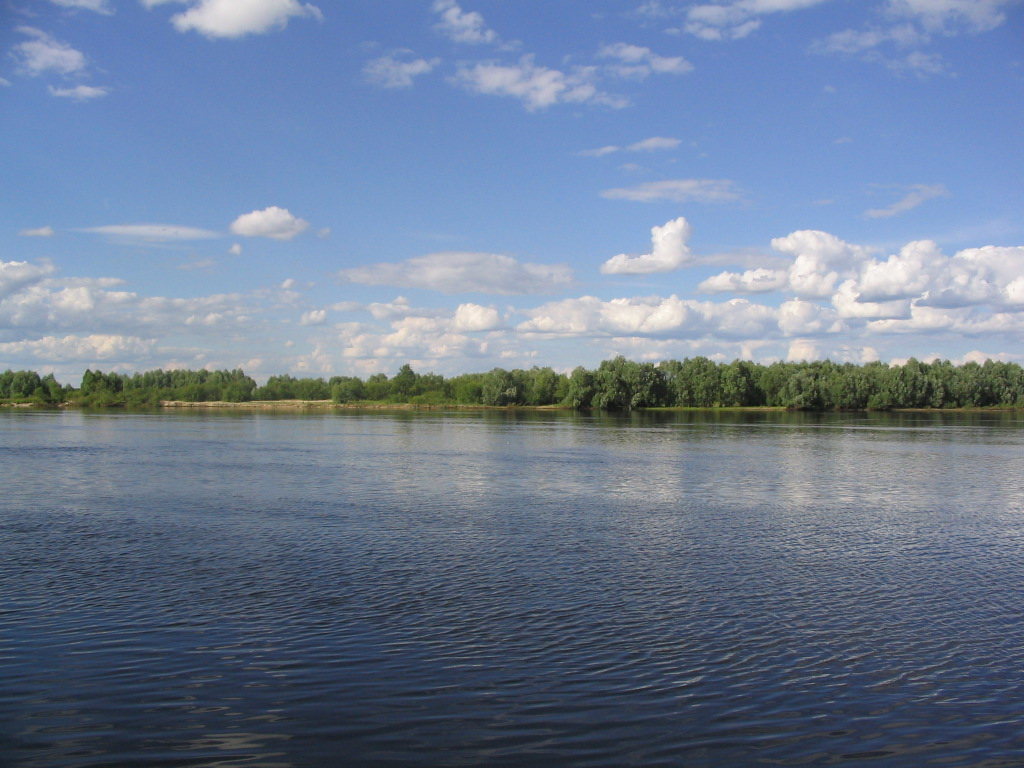
Припять

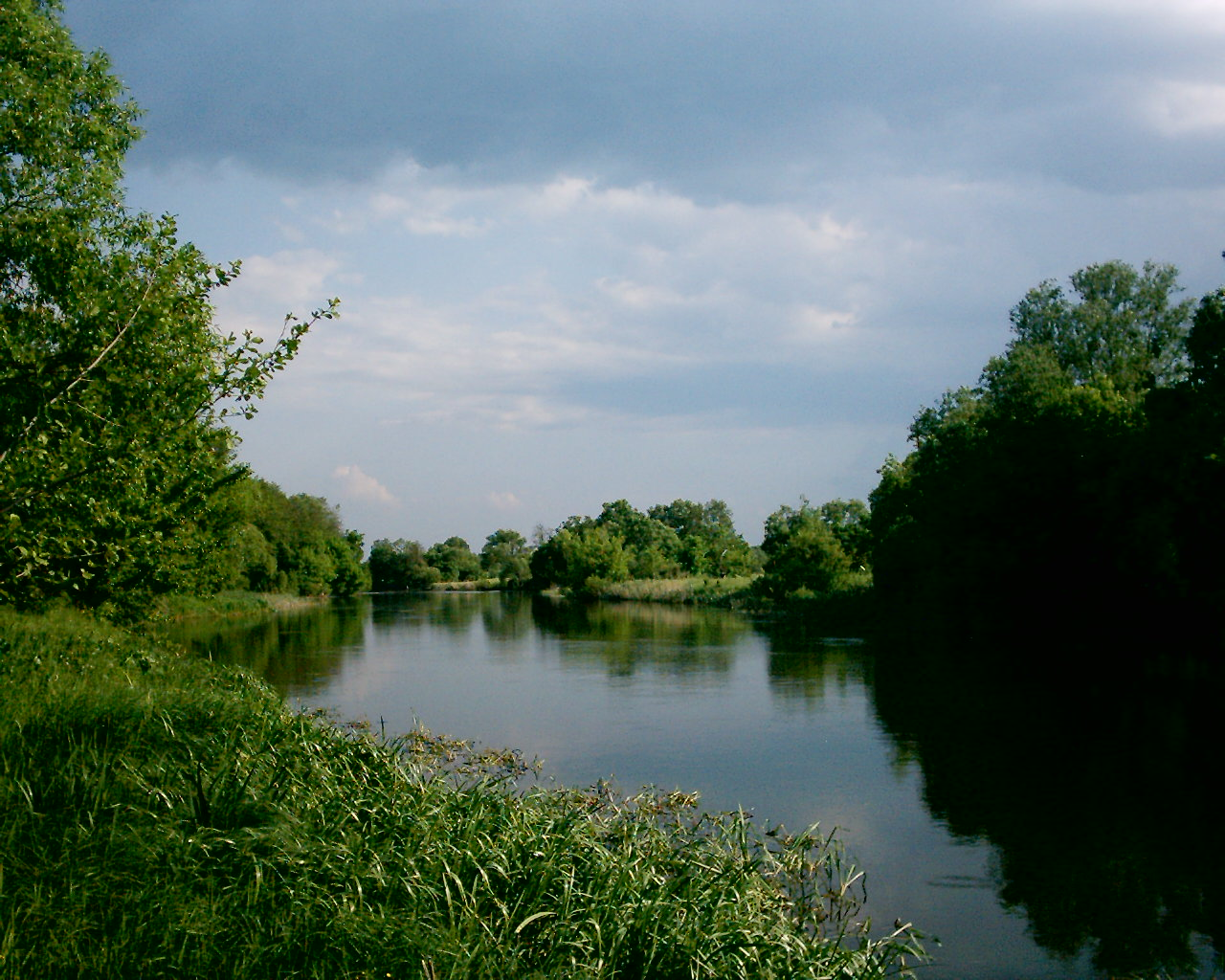
Рось

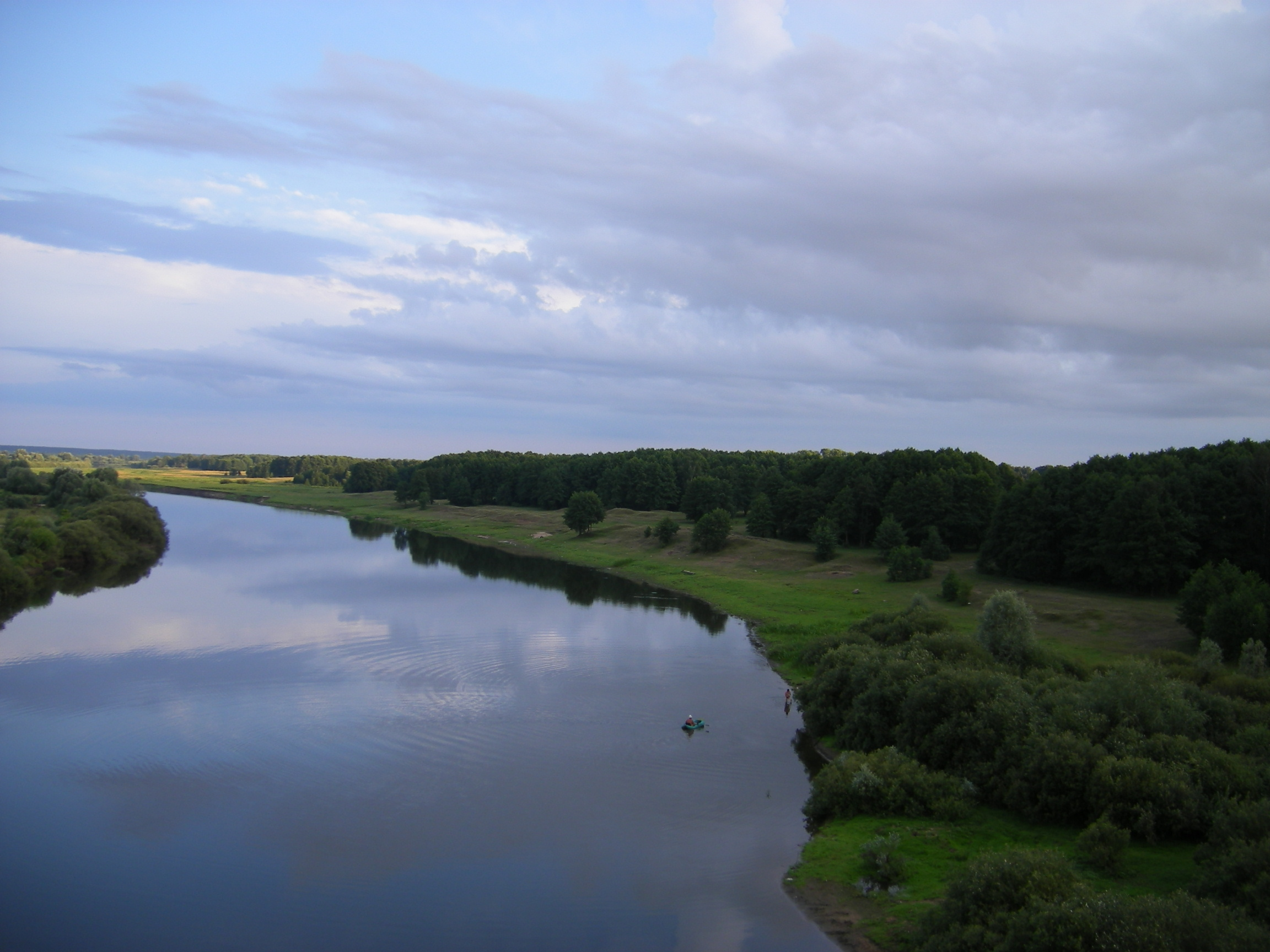
Сож

Количество притоков Днепра невелико по сравнению с другими реками схожей величины. Их распределение по течению реки весьма неравномерно, больше всего притоков сосредоточено в части от истока до Киева.
В бассейне Днепра протекает 15 380 малых рек или около 25 % от их общего количества на Украине. Суммарная их длина — 67 156 км. Из них рек протяжённостью менее 10 км — 13 998 с суммарной протяжённостью 35 041 км.
В верхней части, у города Дорогобуж, Днепр — это ещё небольшая речка. На территории Украины она становится уже значительно полноводнее, так как к этому моменту принимает свои наиболее крупные притоки. На белорусской территории: правостороннюю и многоводную Березину (длина — 613 км, величина стока — 24 530 км²) и левосторонний Сож (648 км и 42140 км²), на территории Украины — Припять (802 км и 114 300 км²) и Десну (1187 км и 88 840 км²) и небольшие притоки Тетерев и Ирпень. После впадения этих рек ширина Днепра доходит до 700 м, глубина — до 8 м. Расход воды (количество воды, которое протекает в реке за 1 секунду) возрастает с 45 м³ у Орши до 108 м³ у Рогачёва и 1380 м³ — возле Киева.
Притоки, которые принимает Днепр в своём среднем течении, менее значительные, чем в верхнем, и существенно беднее водой. Правые притоки: Стугна, Рось и Тясмин — короткие, текут преимущественно узкими руслами, вырезанными в гранитном ложе.
Левые, берущие начало в основном на Среднерусской возвышенности и пересекающие всю Приднепровскую низменность, длинные, широкие, с низкими берегами и террасами; это Трубеж, Супой, Сула (457 км, бассейн — 19 640 км²) с Удаем, Псёл (806 км и 22 820 км²), Ворскла (421 км и 21 400 км²) и Самара (391 км и 23 180 км²). Но все они увеличивают количество воды в Днепре незначительно.
- Базавлук
- Адаменка
- Адров
- Артисловка
- Березина-верхняя
- Березина
- Березина-нижняя
- Берёзовка
- Большая Белозерка
- Большой Вопец
- Борздна
- Вержа
- Вита
- Водва
- Волость
- Вопец
- Вопь
- Ворскла
- Вязьма
- Дарница
- Десёнка
- Десна
- Добрица
- Добысна
- Друть
- Дубровенка
- Дыма
- Ингулец
- Ирпень
- Козинка
- Конка
- Крапивня
- Кривая Речка
- Кутеинка
- Лахва
- Лосвинка
- Лосьмёна
- Лыбедь
- Малый Вопец
- Мерея
- Мокрая Московка
- Мокрая Сура
- Нагать
- Немощенка
- Окра
- Ольшанка
- Орель
- Орлея
- Оршица
- Осьма
- Перемча
- Половица
- Почайна
- Припять
- Псёл
- Рекотун
- Речище
- Рось
- Русановская протока
- Русановский канал
- Самара
- Сож
- Соля
- Стабна
- Старик
- Старик
- Старый Днепр
- Сула
- Супой
- Тетерев
- Трубеж
- Тясмин
- Ужа
- Устром
- Хмость
- Шейка

### Вскрытие и замерзание
Зимой Днепр замерзает обычно после 20-дневного периода, в течение которого удерживается температура ниже 0 °C. Замерзание начинается с севера, а вскрытие ледового покрова — с юга. Благодаря этому заторы льда и вызванные ими наводнения на Днепре случаются редко.
В таблице приведено среднее время появления льда на реке и вскрытия у отдельных городов:
| Город     | Замерзание | Вскрытие |
| Киев      | 17 декабря | 24 марта |
| Черкассы  | 23 декабря | 22 марта |
| Запорожье | 5 января   | 9 марта  |
| Херсон    | 3 января   | 3 марта  |

Навигация на Днепре зависит от продолжительности весеннего ледохода и начала осеннего. По данным наблюдательных пунктов, обустроенных на реке в конце XIX века, продолжительность весеннего вскрытия льда на Днепре тогда составляла в среднем от 5 до 12 дней, причём самый длинный ледоход был в верхней части реки, между Дорогобужем и Могилёвом, и в средней части, между Киевом и порогами включительно. Осенний ледоход не влиял на навигацию, хотя всегда длился значительно дольше — в среднем от 9 до 37 дней, причём дольше был на участке от устья Припяти до порогов включительно.

## Гидрологическая характеристика
Протяжённость Днепра в настоящее время (после постройки каскада водохранилищ) — 2201 км, в пределах Украины — 981 км, площадь водосборного бассейна — 504 тыс. км². Среднегодовой расход воды в устье — 1700 м³/с (53,5 км³/год), средний расход возле г. Киева — 1370 м³/с (весной 7000 м³/с). Скорость течения колеблется от 0,3 до 1,2 м/с на участке до устья Десны; преобладающая скорость течения на нижележащих участках порядка 0,6—0,7 м/с; минерализация воды — 300—350 мг/дм³.
Берёт начало в южной части Валдайской возвышенности возле деревни Бочарово Сычёвского района Смоленской области, неподалёку от озера Гавриловское в России, впадает в Днепровский лиман Чёрного моря.
| Средний расход воды (м³/с) реки Днепр по месяцам с 1952 по 1984 гг. (замеры производились на гидрологическом посту ДнепроГЭС) |

## Политическая география

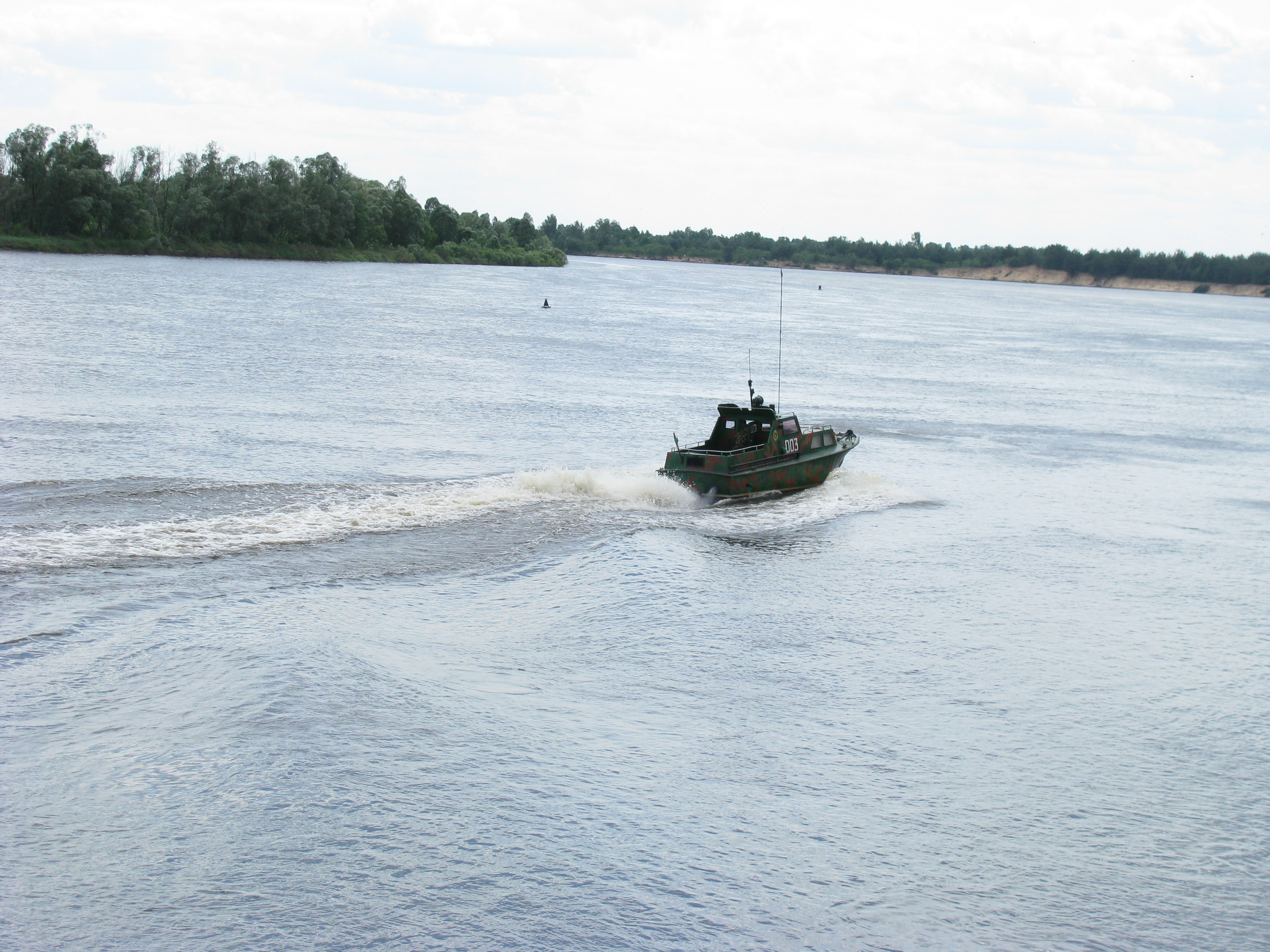
Пограничные катера на Днепре у деревни Жиличи

От истока до устья Днепр протекает по территории трёх государств: России, Беларуси и Украины. Река и её притоки на отдельных участках служат естественной границей между странами. Они также орошают 12 густо заселённых областей, 1 — в России (Смоленская область), 3 — в Беларуси (Витебская, Могилёвская, Гомельская область), 9 — на Украине (Черниговская, Киевская, Черкасская, Кировоградская, Полтавская, Днепропетровская, Запорожская, Херсонская и Николаевская область). На берегах реки расположены более полусотни больших и малых городов, в том числе столица Украины — Киев.
На украинском участке Днепра расположены 25 городов: Вышгород (22 933 жителей), Киев (2 950 702), Украинка (13 978), Канев (26 426), Черкассы (295 500), Светловодск (49 938), Кременчуг (232 000), Горишние Плавни (51 832), Верхнеднепровск (16 680), Каменское (273 700), г. Днепр (984 423), Запорожье (710 052), Васильевка (15 507), Днепрорудное (21 900), Энергодар (55 800), Никополь (128 369), Каменка-Днепровская (15 406), Берислав (15 425), Каховка (38 000), Новая Каховка (52 611), Таврийск (11 757), Алёшки (31 100), Херсон (312 000), Голая Пристань (15 902), Очаков (14 705).

## Флора

### Водоросли
В Днепре и его водохранилищах по состоянию на 1 января 1999 года были обнаружены представители 8 систематических отделов водорослей: сине-зелёные, диатомовые, зелёные, динофитовые, эвгленовые, жёлтые, золотистые, криптофитовые. Особенно разнообразны зелёные. Среди них интенсивно развивались вольвоксовые, протококовые, улотриксовые, зигнемовые, десмидиевые водоросли.
Количество видов водорослей, интенсивность их развития на разных участках Днепра значительной мере меняются в зависимости от экологических особенностей части водоёмов, времён года, глубины и времени суток. По состоянию на 1 января 1999 года, общее количество видов водорослей, найденных в планктонах и водохранилищах Днепра, составила 1192 вида, а вместе с внутривидовыми формами — 1574.

#### От верхнего Днепра до устья
На разных участках Днепра до зарегулирования и в разные годы существования водохранилищ проявляли 69 видов высших водных растений — макрофитов. Строительство водохранилищ существенно повлияло на водную и прибрежную растительность Днепра и его поймы. Одни растения не выдержали новых условий существования, другие, наоборот, развивались лучше, в результате чего видовой состав растений до и после затопления на всех участках Днепра изменился. В настоящее время в каждом из водохранилищ растёт несколько десятков видов высших водных растений, но особых различий в количестве представленных видов не отмечено.
Наиболее интенсивное зарастание идёт на Киевском и Кременчугском водохранилищах. Значительные массивы зарослей сформировались на Кременчугском водохранилище уже к 7-му году его существования. На Каховском водохранилище это было замечено лишь на 12 году существования, но в значительно меньших масштабах.
Общее количество видов высших водных растений устьевой области Днепра (без Днепро-Бугского лимана) включает 72 вида, которые принадлежат 28 семействам и 42 родам. Доминируют растения, погружённые в воду (гидрофиты) — 33 вида; растений с плавучим листьями (гидатофитов) — 19 видов; воздушно-водных — 20 видов.

#### Днепровско-Бугский лиман
Высшая водная растительность Днепровско-Бугского лимана представлена 26 видами. С повышением минерализации воды от дельты Днепра до Кинбурнской косы число видов сокращается (от 25 видов в восточной части лимана до 7 видов — в западной). Значительные площади незаросших отмелей сосредоточены в западной части лимана, где большое влияние морской воды. А основные массивы заросших — в восточной части вдоль переднего края днепровской дельты и у левого берега.
Почти половина видов, растущих в лимане, — это болотная растительность, преимущественно камыш и рогоз узколистный. Воздушно-водные растения — тростник, камыш озёрный и частично рогоз узколистный — занимают пятую часть кустарников; погружённая растительность — около 30 %. Доминирует рдест гребенчатый, рдест курчавый, уруть колосистая, роголистник погружённый, валлиснерия спиральная, Наяда морская. Среди растительности с плавающими листьями наибольшие площади занимает кувшинка белая, Кубышка жёлтая и плаун щитовидный. Формации водяного ореха отмечены в настоящее время на очень небольших участках, хотя в недавнем прошлом они были распространены на больших площадях в заливах и проливах дельты Днепра.

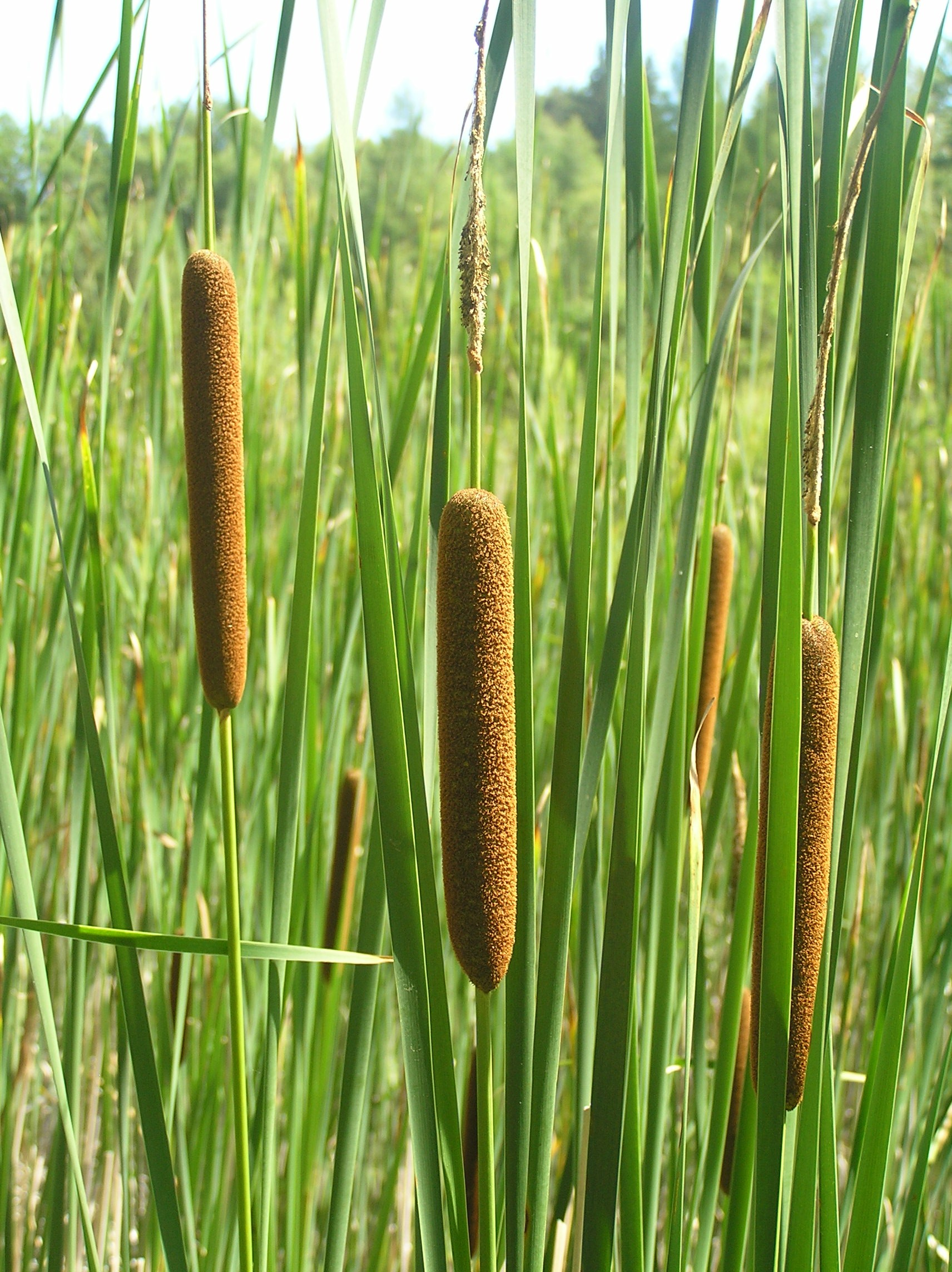
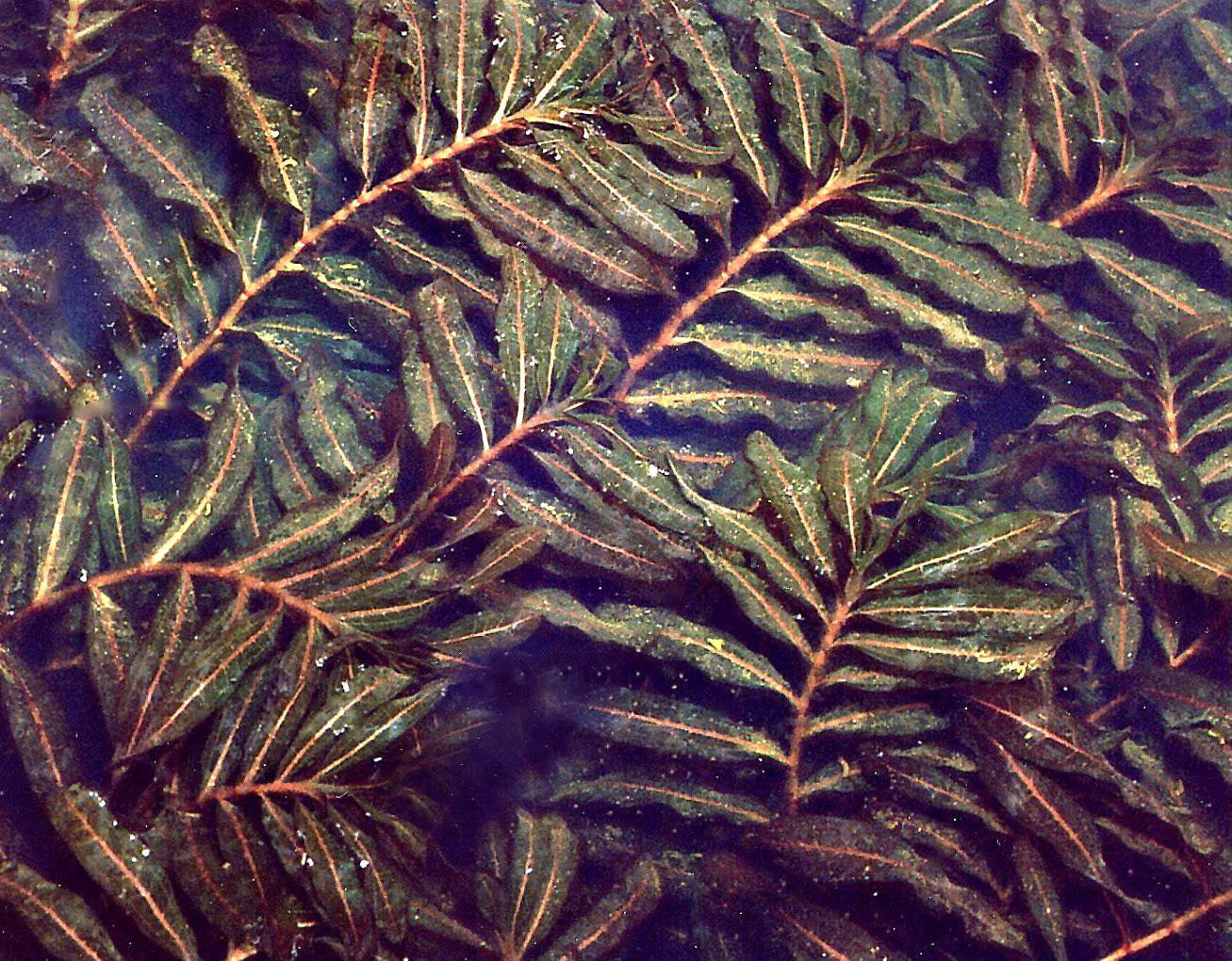
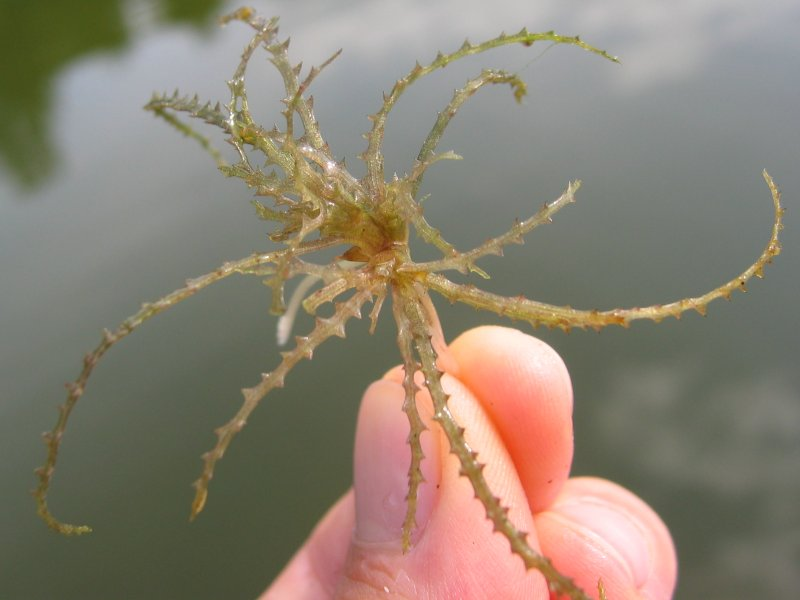
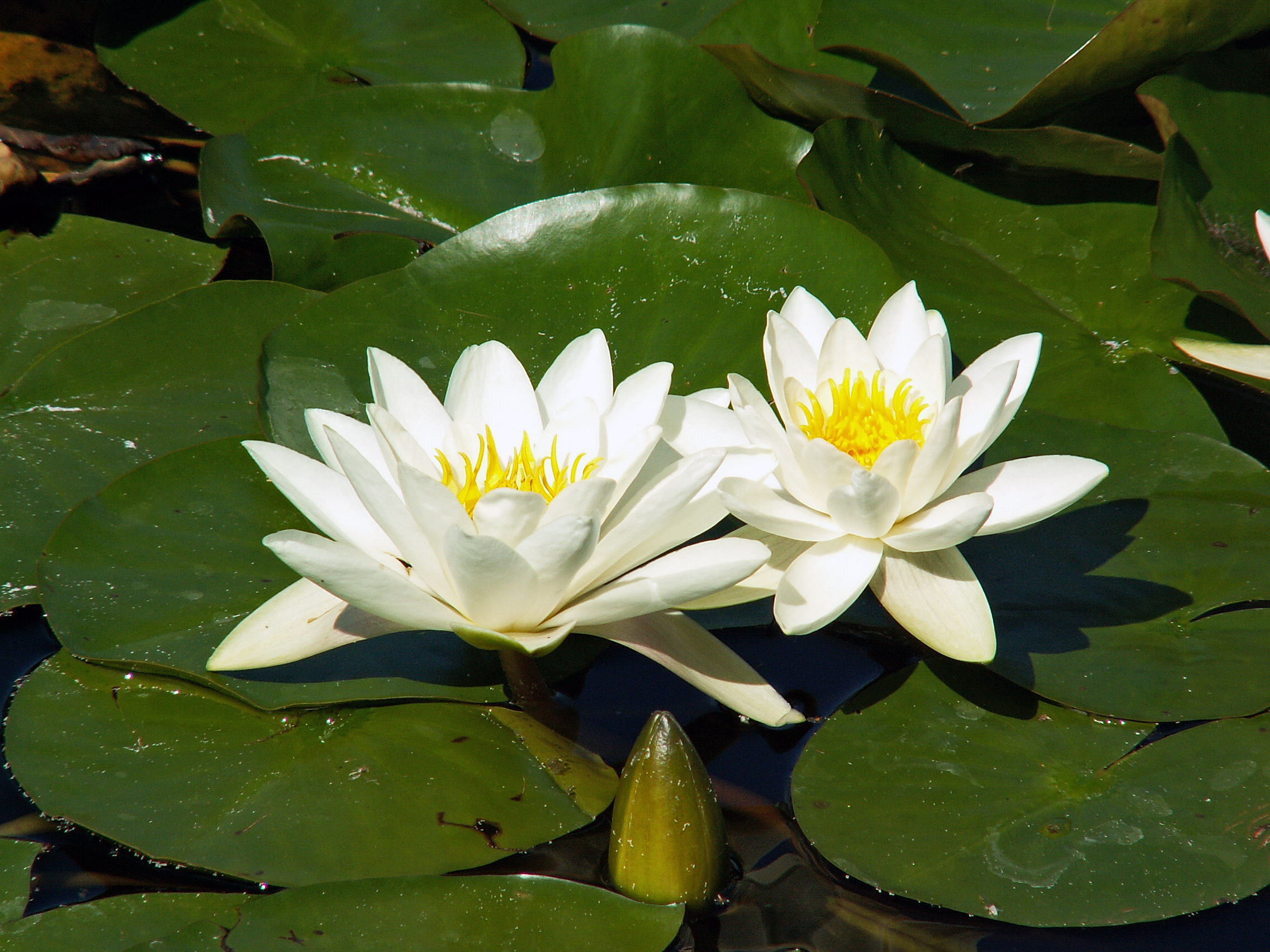

## Фауна

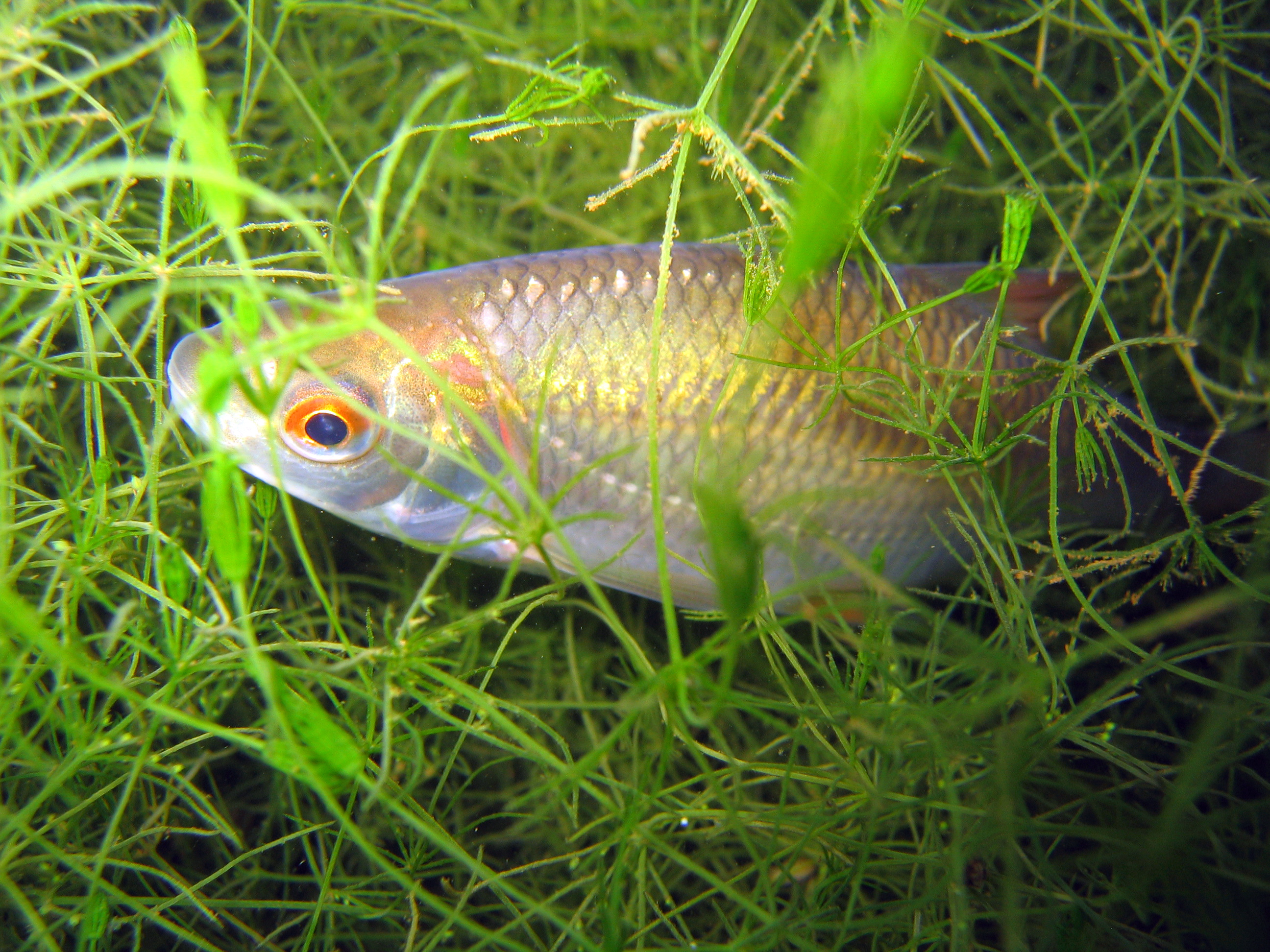

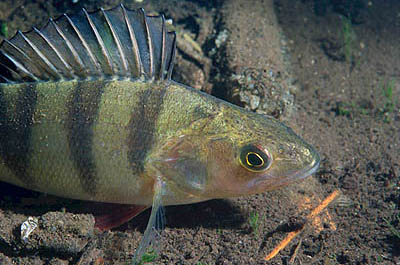

В Днепре водятся почти все из известных на Украине рыб — более 70 видов. Низовья реки богаче рыбой — там водится 60—65 видов, тогда как около Киева — всего 40. Самые распространённые — карповые (лещ, карась, сазан, язь, подуст, плотва, густера, линь), проходные и полупроходные рыбы (селёдка, осетровые, тарань и другие), которые ранее заходили высоко по течению, но после сооружения водохранилищ задерживаются на плотине, а то и вообще не выходят из нижнего течения. Встречаются также сом, судак, щука, окунь. Особую экосистему представляет собой дельта Днепра, интересующая рыболовов с древних времён.
В верхнем Днепре совсем исчезло немало типичных речных рыб, в том числе проходные рыбы — белуга, черноморско-азовский осётр и сельдь, лосось, речной угорь, а также уменьшилась численность стерляди, подуста, голавля, язя, жереха, линя. Их место занимают озёрные формы: лещ (около 40 % улова), щука, сом, карп (одомашненная форма сазана, попала в реку из прудовых хозяйств), плотва, окунь.
В целом за время существования водохранилищ видовое разнообразие рыбы в Каховском водохранилище уменьшился от 67 до 56, в остальных — от 58 до 45—50 видов. Из имеющихся 56 видов рыб днепровских водохранилищ — по состоянию на 2006 год — 13 относят к сорной (непромышленной) рыбе, которая из-за своих малых размеров не имеет промышленного значения. Полезными были лишь 23 вида.
В середине 1950-х годов река давала около 80 % всей выловленной в реках УССР рыбы: 7800 — 11 000 тонн в год. В середине 1990-х — 18 500 тонн, что в денежном эквиваленте превышало 33 миллиона гривен, а в 2000 году — 7000 — 8000 тонн в год.
В Днепре, от низовьев до Киева, встречается рыба-игла Syngnathus abaster. В 2010 году она была найдена также в Беларуси.
Также в Днепре водится 2 вида раков: узкопалый и толстопалый.

## Исторические сведения

Борисфен

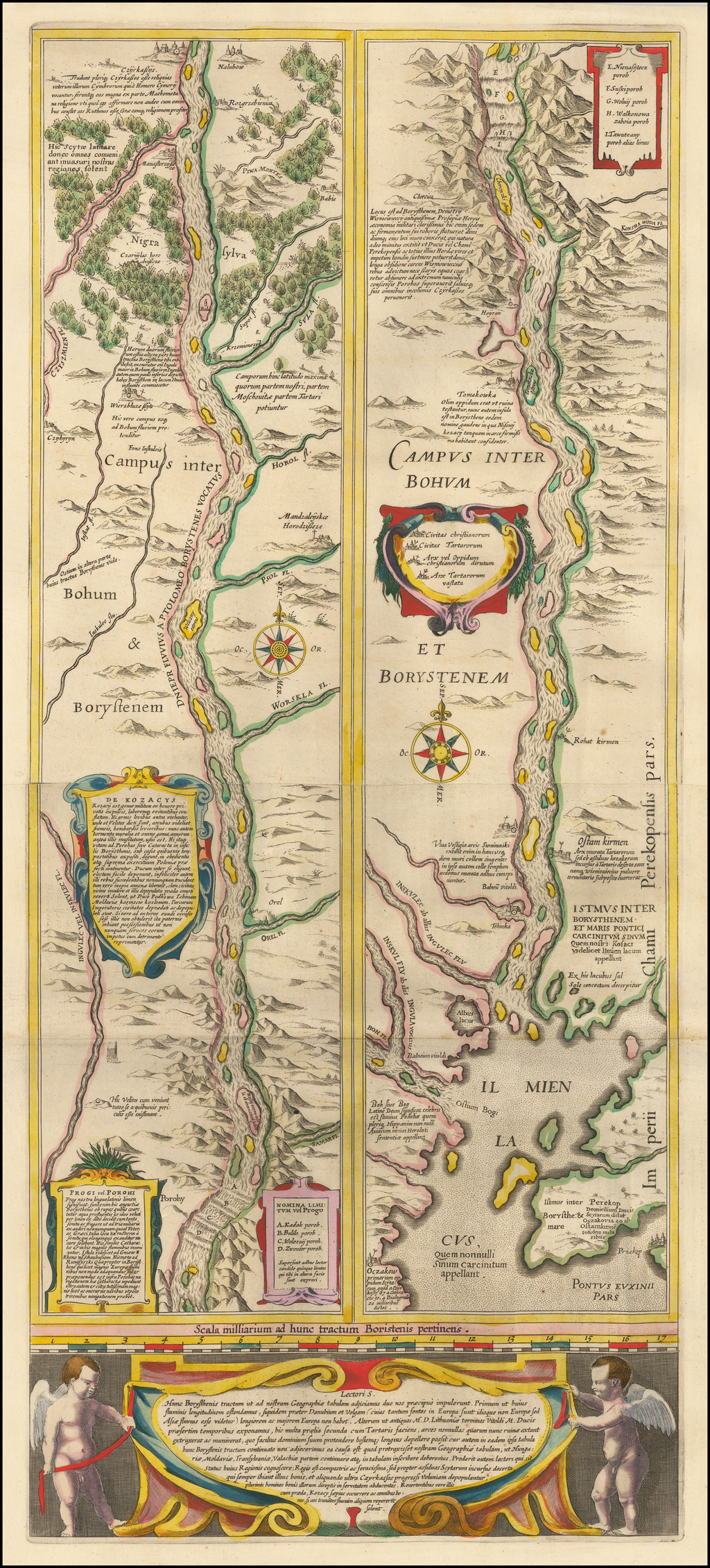
«Борисфенский путь». Карта 1643 года

Исторические названия Днепра: Борисфен (др.-греч. Βορυσθένης), лат. Danapris, ст.‑слав. Дънѣпръ, крымскотат. Özü.
В древности русло Днепра имело иное направление. Начиная с XVI века высказываются предположения о возможной связи названия Березина (приток Днепра) с древнегреческим названием самого Днепра Борисфен, однако это предположение, по выражению Фасмера, «висит в воздухе», поскольку «древние не имели точных сведений о верхнем и среднем течении Днепра». Существует предположение, что старое устье располагалось в районе крымского Донузлава. Геродот сообщает, что Борисфен распадается на два рукава: собственно Борисфен, который впадает в лиман вместе с Гипанисом, и Герр с Гипакирисом, образуя обширный остров. Повесть временных лет повествует, что «Днепр впадает в Понтийское море тремя устьями».
Первые упоминания о реке встречаются у греков в V веке до н. э., Геродот называл её Борисфеном (рекой с севера); у римских историков река получила имя Данаприс. Славянское название периода Киевской Руси — Славу́тич.
Днепр был частью важного торгового пути, соединяющего Прибалтику с Причерноморьем («Путь из варяг в греки»). На нижнем Днепре существовала природная преграда в виде порогов, которая была преодолена только в новейшей истории со строительством плотины Днепровской ГЭС. На землях вокруг среднего течения Днепра в IX веке сформировалось ядро Киевской Руси, здесь располагалась столица Руси (ныне столица Украины) — город Киев. В целом, в бассейне Днепра располагалось около половины всех древнерусских городищ X—XIII веков. В XVI веке в излучине нижнего Днепра сформировалась база украинского казачества — Запорожская Сечь, служившая буфером между степными кочевниками и земледельческими славянскими районами к северо-западу. Именно отсюда в 1648 году казацкие отряды Богдана Хмельницкого начали свой поход на запад.
В 1653—1793 годах по среднему Днепру проходила граница России и Речи Посполитой.
В дальнейшем Среднее Приднепровье стало крупнейшим промышленным регионом юга Российской империи, а позже — СССР и Украины. Здесь сосредоточены такие индустриальные центры, как Кременчуг, Каменское (Днепродзержинск), г. Днепр (Екатеринослав, Днепропетровск), Запорожье (Александровск), Никополь. В городе Энергодар находится крупнейшая на Украине Запорожская АЭС.
В 1943 году состоялась грандиозная битва за Днепр между армиями СССР и нацистской Германии. В ходе войсковой операции Днепр был форсирован; гитлеровцам не удалось превратить эту природную преграду в непреодолимый оборонительный рубеж.

## Навигация
Днепр очень важен для транспорта и экономики Украины: все водохранилища оборудованы большими шлюзами, позволяющими судам размерами до 270×18 метров иметь доступ к порту Киева и это создаёт прекрасный транспортный коридор. Река также используется пассажирскими судами: круизы по Дунаю и Днепру приносят увеличивающиеся доходы в последние десятилетия. 
Выше Киева в Днепр впадает Припять. Эта судоходная река соединяется с Днепровско-Бугским каналом, связана с Западным Бугом. Связь с западноевропейскими водными путями теоретически возможна, но плотина без шлюзов близ города Брест прерывает важный международный водный путь. А возле городского посёлка Лоев в Днепр впадает река Сож. Раннее, по этим рекам существовало регулярное пассажирское сообщение Гомель — Киев теплоходами типа «Ракета», «Беларусь», а сейчас по этому участку Днепра ходят только пограничные катера.

## Мосты
Через Днепр наведено около пятидесяти переправ разного типа, в том числе более двадцати железнодорожных мостов. Транспортное сообщение осуществляется по плотинам Киевской, Каневской, Кременчугской, Среднеднепровской, Днепровской и Каховской гидроэлектростанций.

## Гидроэлектростанции

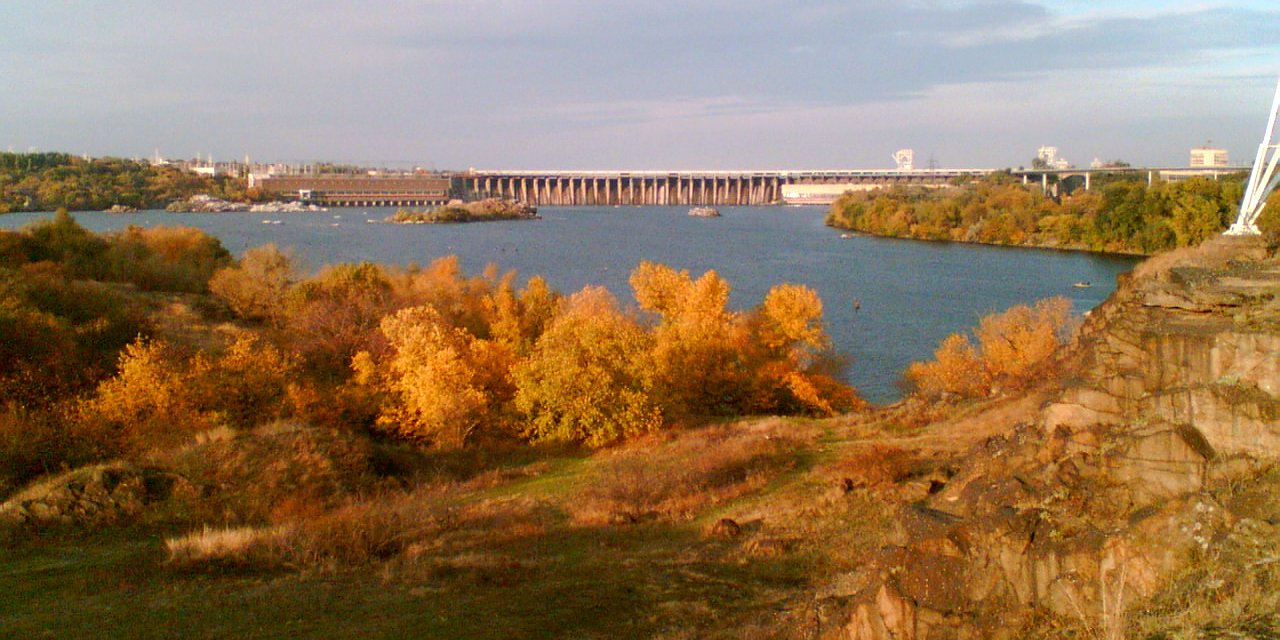
Вид на ДнепроГЭС с острова Хортица

Река знаменита своими плотинами. Самая известная — ДнепроГЭС в Запорожье, была построена в 1927—1932 годах и имела мощность в 558 МВт. Во время Второй мировой войны станция была частично разрушена отступающими советскими войсками, к 1950 году была восстановлена; в 1969—1975 годах была введена вторая очередь станции: ДнепроГЭС-2.
Каховская ГЭС была построена второй в 1950—1956 годах, за ней Кременчугская в 1954—1960 годах, Киевская в 1960—1964 годах, Среднеднепровская (Днепродзержинская) в 1956—1964 годах, и в 1963—1975 годах Каневская ГЭС завершила Днепровский каскад плотин. 6 июня 2023 года Каховская ГЭС была разрушена во время вторжения России на Украину.

## Водохранилища

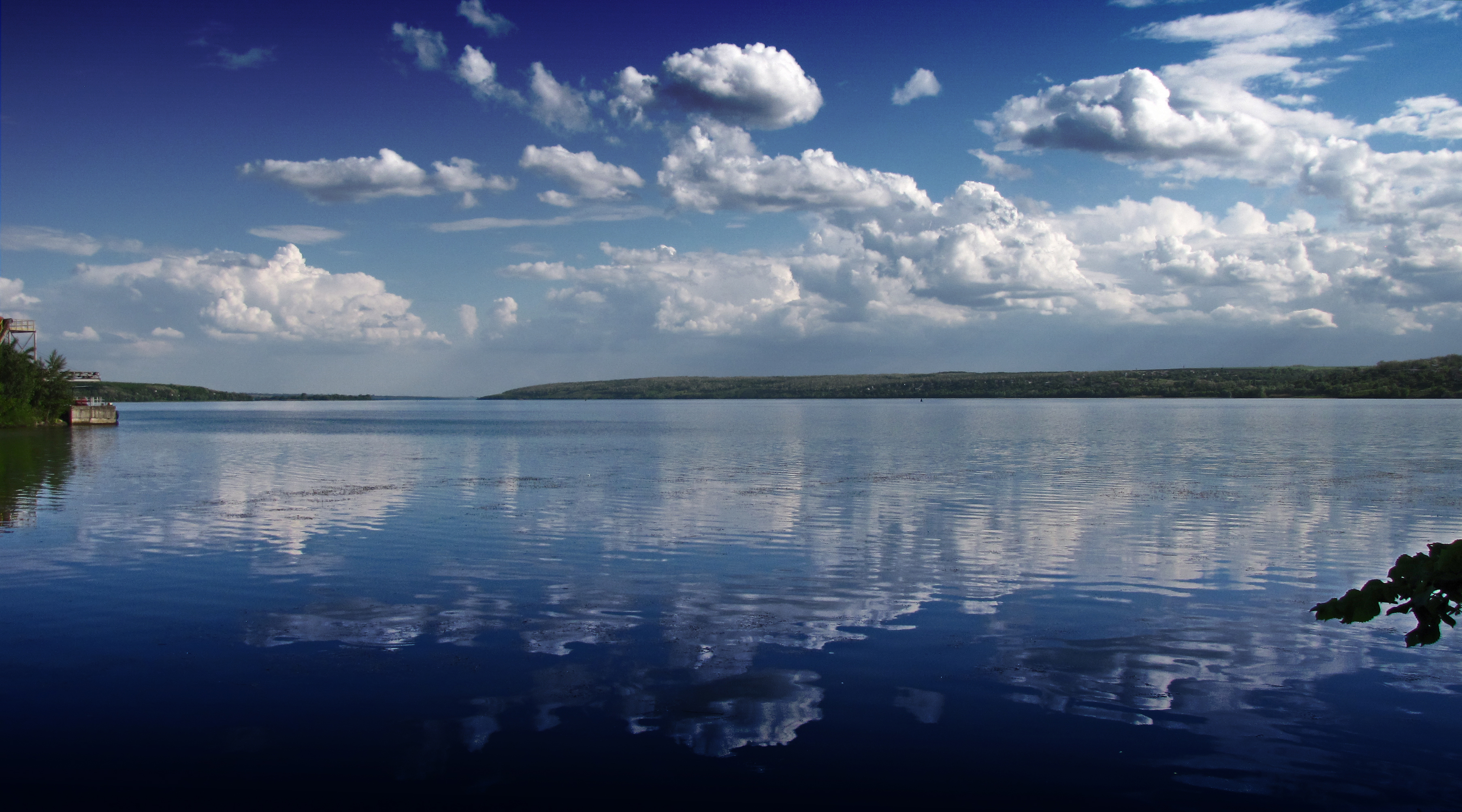
Днепровское водохранилище

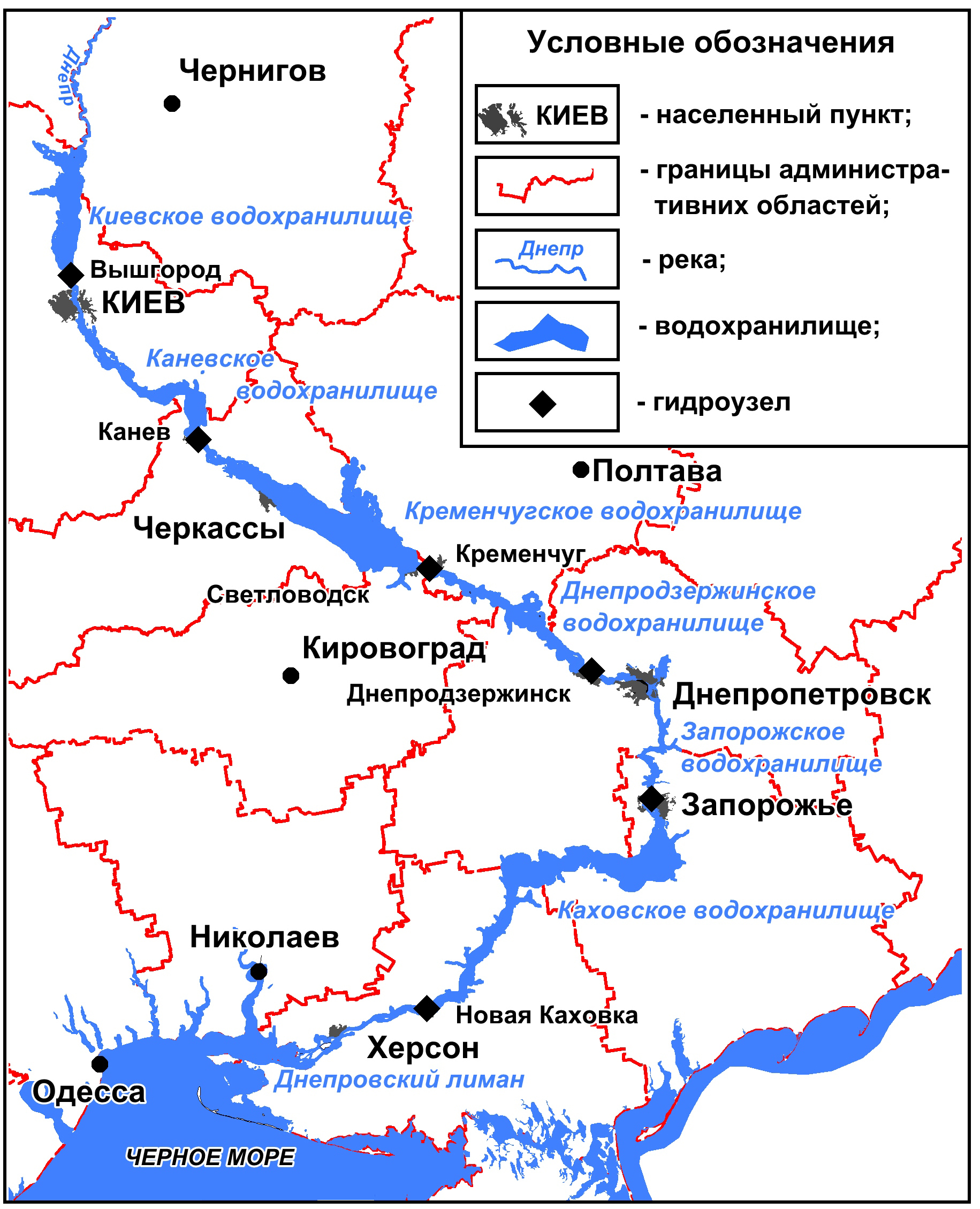
Каскад днепровских водохранилищ

В среднем и нижнем течении (от устья Припяти до Новой Каховки) расположен каскад водохранилищ, образованных при строительстве каскада Днепровских ГЭС:
- Киевское водохранилище,
- Каневское водохранилище,
- Кременчугское водохранилище,
- Каменское водохранилище,
- Днепровское водохранилище,
- Каховское водохранилище.

Кроме днепровского каскада больших водохранилищ, в бассейне Днепра функционирует 498 водохранилищ меньшего размера (45 % от общего количества водохранилищ Украины) с общей площадью зеркала 1532,8 км² и полным объёмом 2,09 км³ воды.
В начале 2000-х годов водоёмы на Украине начали сдавать в аренду. В бассейне Днепра в аренде находится 41 % водохранилищ и 32 % прудов.

## Города на Днепре
Города России, стоящие на Днепре, от истока к устью: Верхнеднепровский, Дорогобуж, Смоленск.
Города Беларуси, стоящие на Днепре, от истока к устью: Дубровно, Орша, Копысь, Шклов, Могилёв, Быхов, Рогачёв, Жлобин, Стрешин, Речица, Лоев, Комарин.
Города Украины, стоящие на Днепре, от истока к устью: Любеч, Вышгород, Киев, Козин, Украинка, Ржищев, Переяслав-Хмельницкий, Канев, Черкассы, Светловодск, Кременчуг, Горишние Плавни, Верхнеднепровск, Каменское, Днепр, Запорожье, Васильевка, Днепрорудное, Энергодар, Никополь, Каменка-Днепровская, Нововоронцовка, Великая Лепетиха, Горностаевка, Берислав, Каховка, Новая Каховка, Днепряны, Алёшки, Херсон, Белозёрка, Голая Пристань.

## Каналы
За счёт днепровских водных ресурсов решаются проблемы водоснабжения и орошения ряда регионов юга и востока Украины:
- Канал Днепр — Донбасс (вдоль реки Орель);
- Орельский канал — во избежание затопления устья р. Орель в 1967 году в низовье реки (Петриковский район) от села Могилёв (18 км выше старого устья Орели) до пгт Обуховка на протяжении 61 км сооружено искусственное русло Орели; ныне Орель впадает в Днепр на расстоянии 450 км от устья последнего, что 41 км ниже старого устья;
- канал Днепр — Кривой Рог;
- Каховский канал (юго-восток Херсонской области);
- Краснознаменская оросительная система на юго-западе Херсонской области;
- Северо-Крымский канал — в значительной мере снабжает водой полуостров Крым; после аннексии Крыма Россией в 2014 году перекрыт Украиной, в ходе вторжения России в Украину в 2022 году разблокирован Россией;
- Ингулецкая оросительная система (канал Днепр — Ингулец).

## Проблемы Днепра
Интенсивное использование Днепра, особенно начиная с XX века, привело к появлению ряда серьёзных экологических проблем:
- загрязнение вод Днепра промышленными и хозяйственно-бытовыми сточными водами, а также агрохимическими средствами, которые интенсивно вносятся на водосборе (удобрения, пестициды[44]). В последние годы катастрофический характер приобретает также загрязнение бытовыми и прочими отходами берегов реки и притоков, в том числе отдыхающими.
- радиоактивное загрязнение вод Днепра вследствие аварии на Чернобыльской АЭС в 1986 году. (Станция находится в 30 км от Киевского водохранилища)
- несоблюдение правил застройки и использования охранной прибрежной зоны Днепра.
- заболачивание Днепра: вследствие постройки каскада ГЭС река в среднем и нижнем течении превратилась в цепочку озёр с практически стоячей водой. Также в результате затопления водохранилищами поймы Днепра исчезли уникальные речные ландшафты и экосистемы, в частности, Зелёный Луг.
- из-за хронического недофинансирования большинство гидротехнических сооружений и мостов на Днепре постепенно приходят в негодность, что грозит техногенными катастрофами.
- обмеление, что приведёт к изменению водного баланса и негативно отразится на флоре и фауне.

## Днепр в искусстве

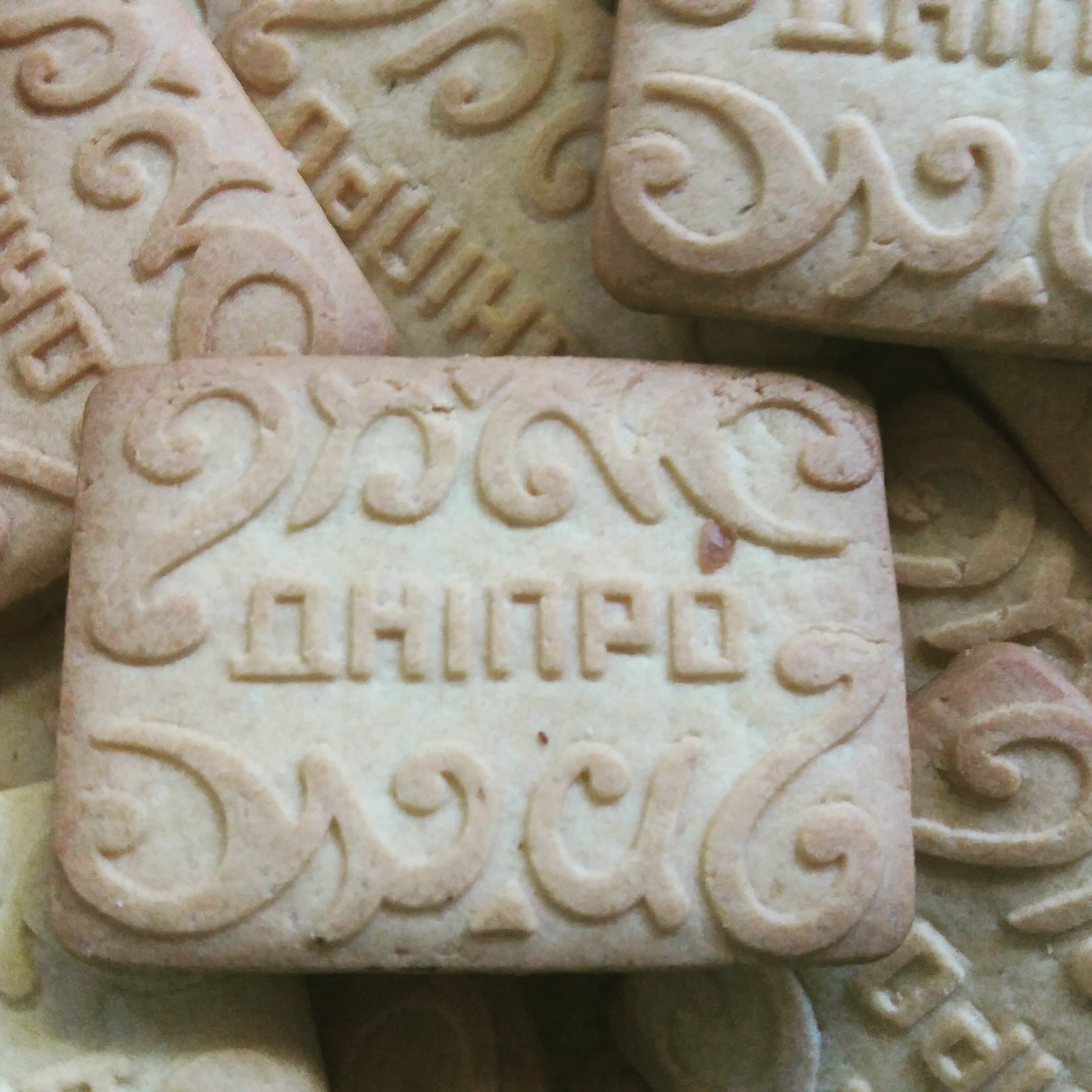
Печенье «Дніпро» Днепропетровского хлебокомбината № 5.

### В литературе
Писатель Николай Гоголь посвятил реке X главу своей повести «Страшная месть» (1831) из сборника «Вечера на хуторе близ Диканьки». Первые строки описания Днепра стали хрестоматийными в русской литературе:
Чуден Днепр при тихой погоде, когда вольно и плавно мчит сквозь леса и горы полные воды свои. Ни зашелохнёт; ни прогремит. Глядишь, и не знаешь, идёт или не идёт его величавая ширина, и чудится, будто весь вылит он из стекла, и будто голубая зеркальная дорога, без меры в ширину, без конца в длину, реет и вьётся по зелёному миру. Любо тогда и жаркому солнцу оглядеться с вышины и погрузить лучи в холод стеклянных вод и прибережным лесам ярко отсветиться в водах. Зеленокудрые! они толпятся вместе с полевыми цветами к водам и, наклонившись, глядят в них и не наглядятся, и не налюбуются светлым своим зраком, и усмехаются к нему, и приветствуют его, кивая ветвями. В середину же Днепра они не смеют глянуть: никто, кроме солнца и голубого неба, не глядит в него. Редкая птица долетит до середины Днепра! Пышный! ему нет равной реки в мире.
В 1913 году Фёдор Сологуб написал стихотворение «Прекрасный Днепр, хохлацкая река…»
Тарас Григорьевич Шевченко написал поэму «Ревёт и стонет Днепр Широкий».

### В живописи

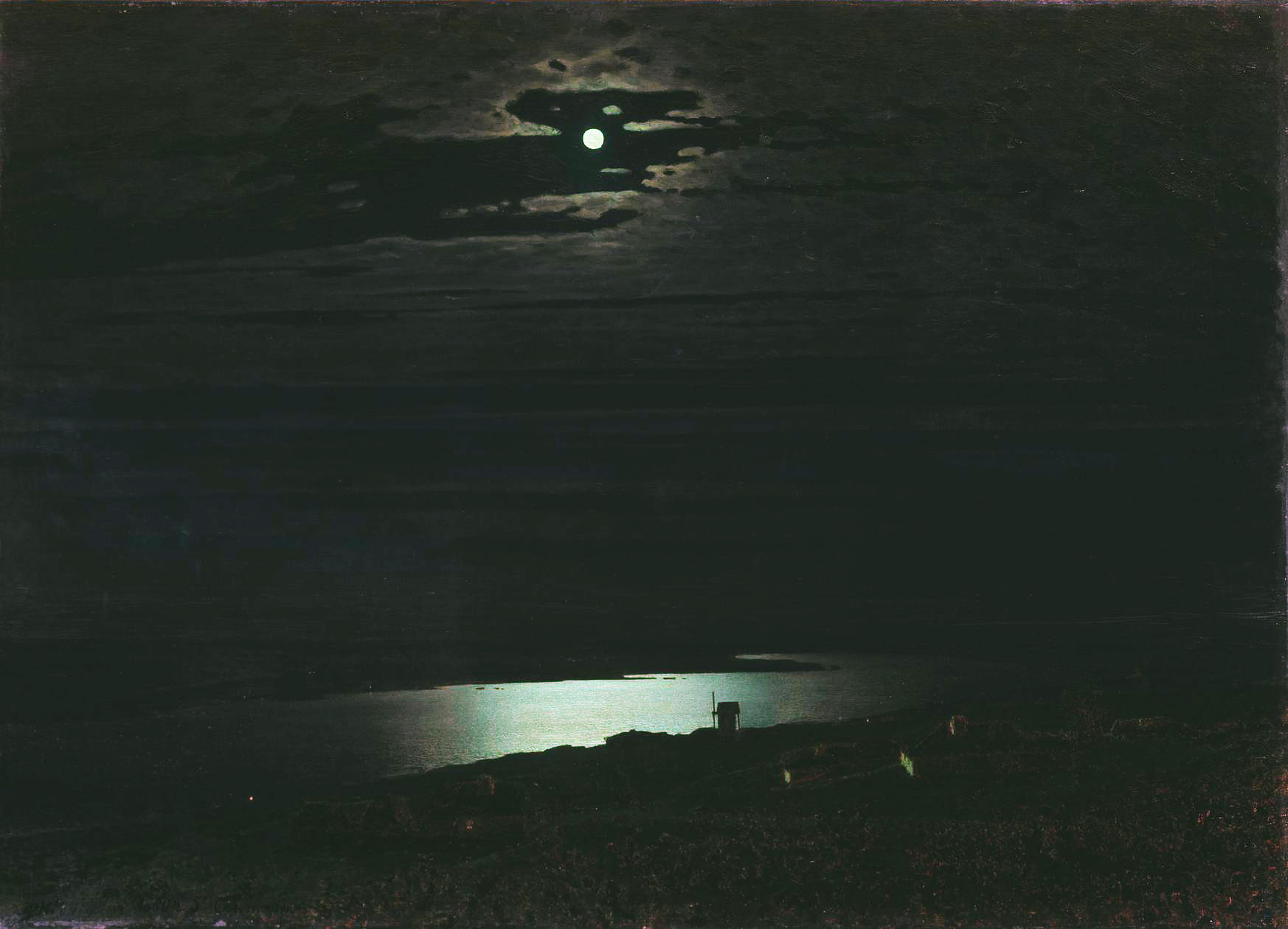
А. И. Куинджи. Лунная ночь на Днепре. 1880
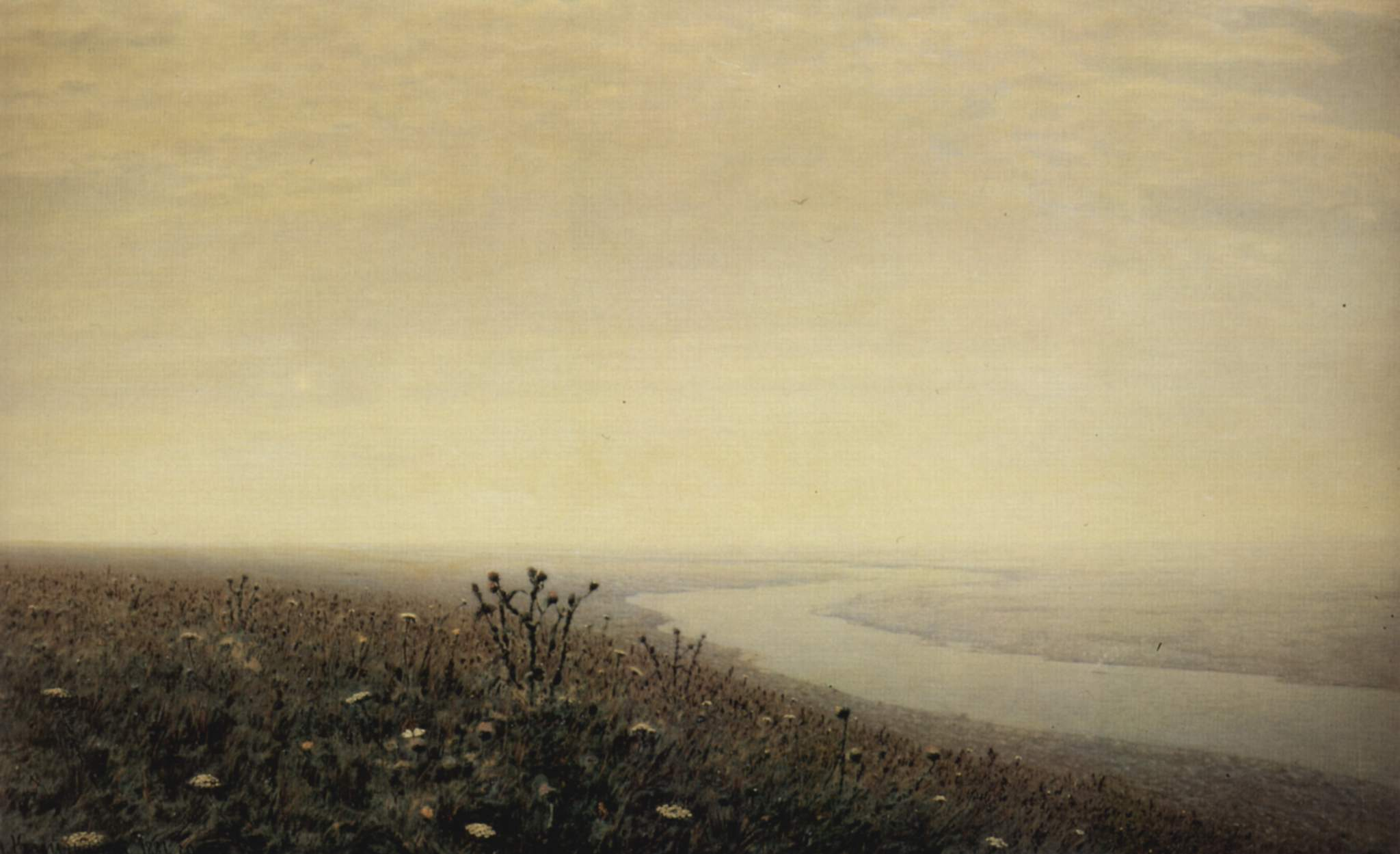
А. И. Куинджи. Днепр утром. 1881
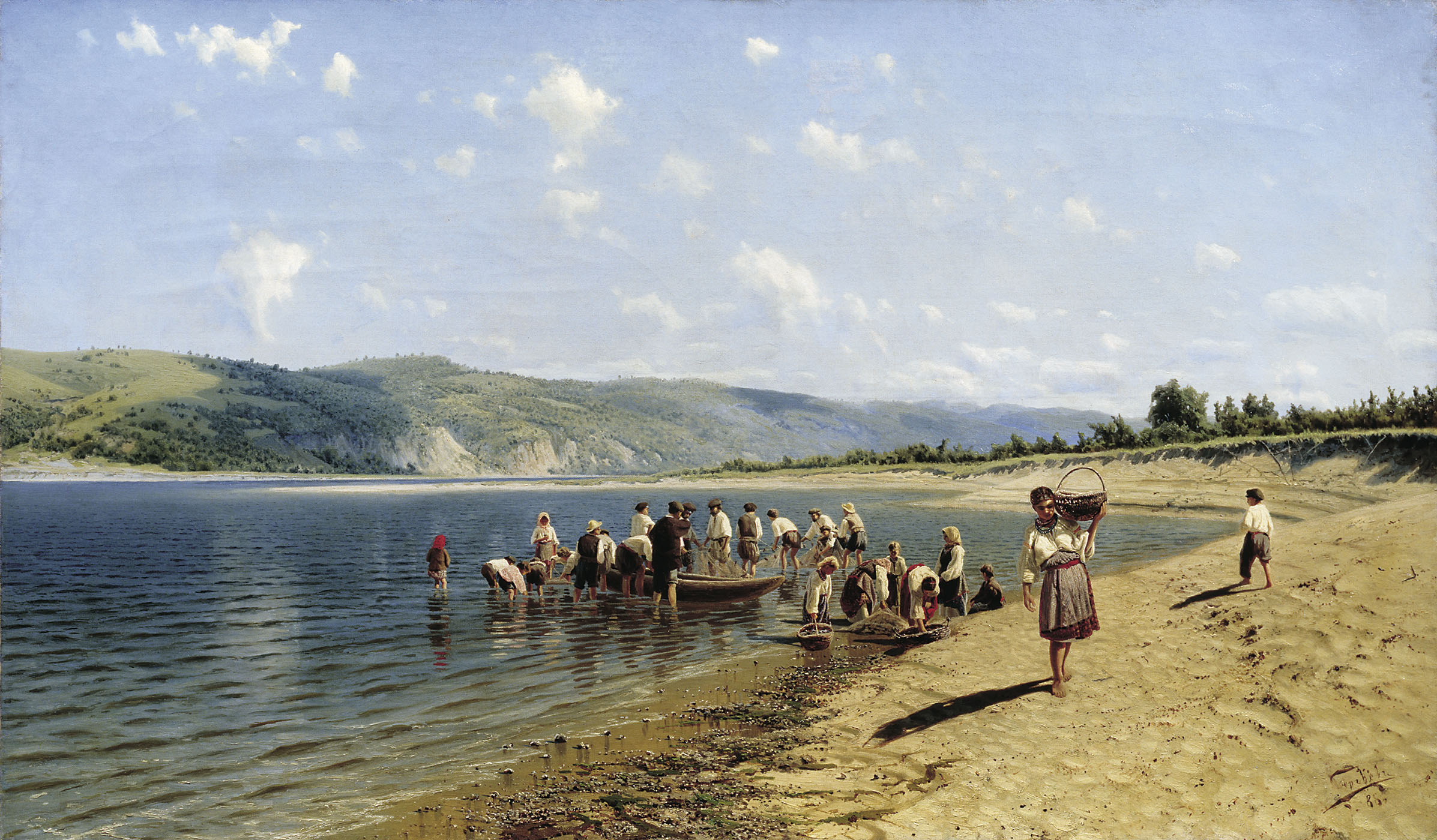
Н. А. Сергеев. Тоня на Днепре. 1888

### В музыке и кинематографе
В 1941 году Марком Фрадкиным на слова Евгения Долматовского была написана «Песня о Днепре».
В 1983 году вышла концертная программа «Песня о Днепре» из цикла «Салют победы» посвящена 40-летию освобождения города Киева от немецко-фашистских захватчиков. В программе песни советских композиторов, украинские народные песни и танцы в исполнении Ансамбля песни и пляски Киевского военного округа п/у А. Пустовалова, Государственного ансамбля народного танца УССР им. П. Вирского, Государственной заслуженной капеллы бандуристов Украины п/у Н.Гвоздя, Военного оркестра штаба Киевского военного округа п/у А. Кузьменко, певцов А.Мокренко, Л.Зыкиной, А.Соловьяненко, Д.Гнатюка, Н. Оберенко, М.Стефюк, Н.Гнатюка. Съёмки на местах сражений, улицах и площадях Киева. Автор сценария — Виктор Мееровский. Режиссёр — Виктор Черкасов. Оператор — Александр Платонов.

## Комментарии
1. ↑  В конце XIX века и первой половине XX века ближайшими населёнными пунктами к истоку Днепра были ныне исчезнувшие деревни Аксенино (Аксюнино) и Рождество (до 1917 года — Клёцово) Бельского уезда Смоленской губернии.